# 鳃斑石鲈
鳃斑石鲈（学名：Pomadasys grunniens）为石鲈科石鲈属的鱼类。在中国，分布于南海等海域，多栖息于近岸。该物种的模式产地在Tanna岛。